# Cantone di Évry-Nord
Il Cantone di Évry-Nord era una divisione amministrativa dell'Arrondissement di Évry.
A seguito della riforma approvata con decreto del 24 febbraio 2014, che ha avuto attuazione dopo le elezioni dipartimentali del 2015, è stato soppresso.

## Composizione
Comprendeva parte della città di Évry ed il comune di Courcouronnes.